# Auradé
Auradé is een gemeente in het Franse departement Gers (regio Occitanie) en telt 501 inwoners (2004). De plaats maakt deel uit van het arrondissement Auch.

## Geografie
De oppervlakte van Auradé bedraagt 21,5 km², de bevolkingsdichtheid is 23,3 inwoners per km².
De onderstaande kaart toont de ligging van Auradé met de belangrijkste infrastructuur en aangrenzende gemeenten.

## Demografie
De figuur toont het verloop van het inwonertal (bron: INSEE-tellingen).